# Wojciech Kalarus

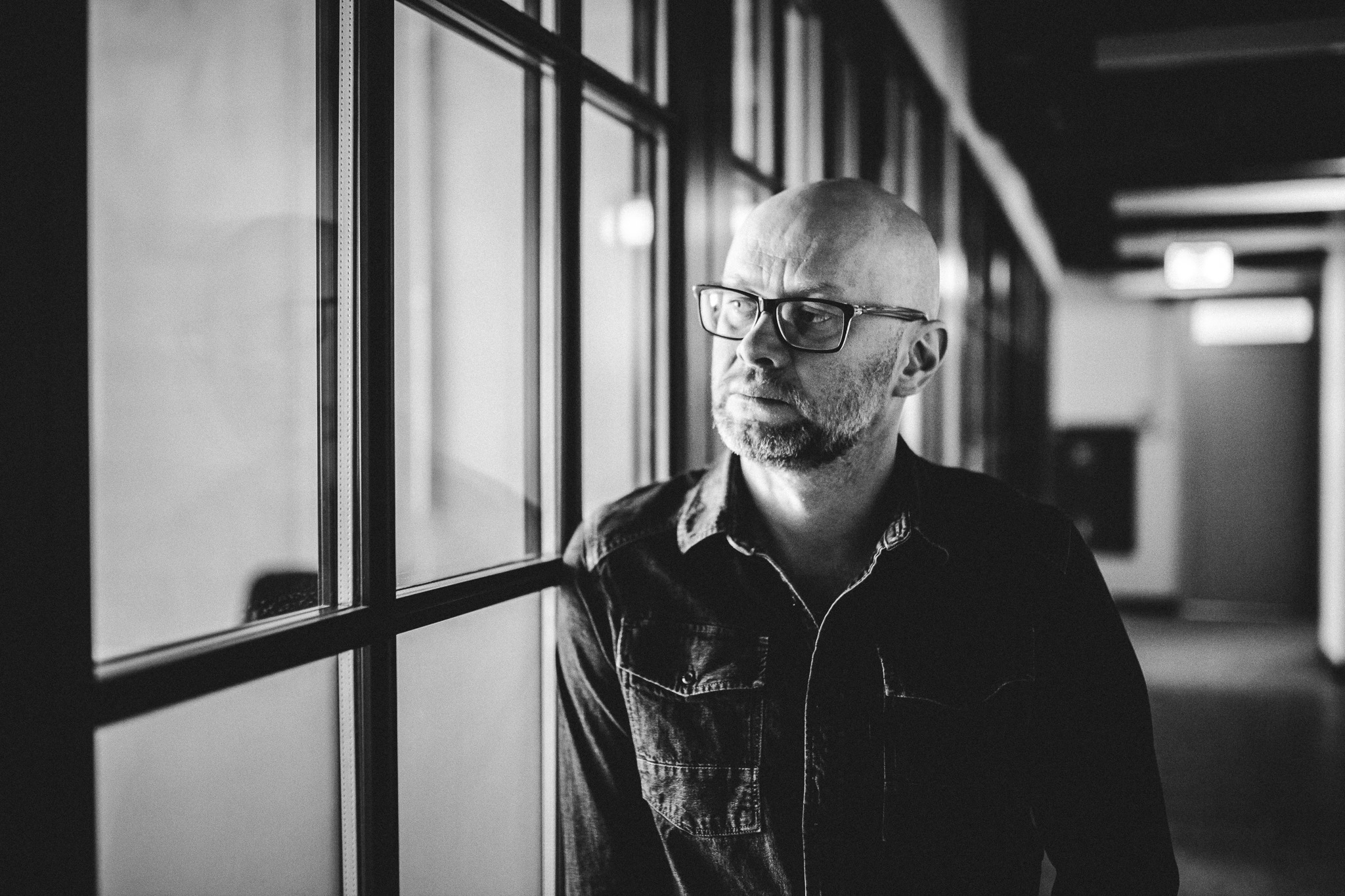
Wojciech Kalarus (2016)

Wojciech Kalarus (ur. 12 grudnia 1968 w Będzinie) – polski aktor teatralny, filmowy oraz reżyser.

## Życiorys
Ukończył Studium Wokalno-Aktorskie im. Danuty Baduszkowej przy Teatrze Muzycznym w Gdyni. W 1996 roku ukończył Państwową Wyższą Szkołę Teatralną im. Ludwika Solskiego w Krakowie. W latach 1996–1999 występował w Teatrze Rozmaitości w Warszawie, w latach 2002–2005 w Teatrze Wybrzeże w Gdańsku, a latach 2005–2006 w Starym Teatrze w Krakowie. Współpracował m.in. z Teatrem Dramatycznym, Teatrem Rozmaitości i Teatrem Komedia w Warszawie. Od 2008 roku jest aktorem Nowego Teatru w Warszawie. W 2015 roku wyreżyserował polską wersją amerykańskiego serialu Web Therapy.
Siostrzeniec Sławomira Pietrasa.

## Filmografia

### Filmy
- 2003: Przemiany jako Tadeusz Myciński, mąż Marty
- 2004: Tulipany jako lekarz
- 2006: Strajk jako nauczyciel Krystiana
- 2008: Boisko bezdomnych jako trener Wojtek
- 2009: Ostatnia akcja jako komisarz Majchrowski
- 2012: W sypialni jako mąż Ewy-Edyty (głos)
- 2012: Dziewczyna z szafy jako doktor Piotrowski
- 2013: Wałęsa. Człowiek z nadziei jako przewodniczący
- 2016: Moje córki krowy jako Paweł Skoczylas, aktor serialu

### Seriale
- 1997: Klan jako dziennikarz Wiktor Szabłowski
- 1997: Boża podszewka jako żołnierz AK (odc. 14)
- 1998–2010: Złotopolscy jako komendant Ryszard Frotecki
- 1998: Gosia i Małgosia jako Patryk
- 1999–2003: Miodowe lata jako młody sąsiad (odc. 40); pokerzysta Błażejczyk (odc. 127)
- 2000: 13 posterunek 2 (odc. 14)
- 2001: Miasteczko jako dealer narkotyków (odc. 46)
- 2003: Kasia i Tomek jako Johnny, rezydent na Krecie (seria III, odc. 1)
- 2005–2006: Magda M. jako mecenas Czachowski
- 2006: Oficerowie jako sanitariusz raniony przez Monda (odc. 6 i 7)
- 2006: Mrok jako „Globus” (odc. 3)
- 2007: Niania jako zakładnik (odc. 85)
- 2007: Ekipa jako dziennikarz (odc. 10 i 13)
- 2007: Dwie strony medalu jako komendant (odc. 53, 54 i 72)
- 2008: Hela w opałach jako lekarz (odc. 54)
- 2008: Czas honoru jako Schumann (odc. 12 i 13)
- 2009: Naznaczony jako patolog Szymek (odc. 10 i 11)
- 2009: Rajskie klimaty jako adwokat Chmiel
- 2010: Ojciec Mateusz jako policjant z komendy w Busku-Zdroju (odc. 51)
- 2010: Usta usta jako Igor, reżyser przedstawienia (odc. 22)
- 2012: Prawo Agaty jako fotograf (odc. 3)
- 2012–2013: Przepis na życie jako Krystian, instruktor tańca (odc. 43, 46 i 48)
- 2012: Barwy szczęścia jako Sikorski (odc. 697)
- 2013: Głęboka woda jako komornik (odc. 14)
- 2013: Komisarz Alex jako aktor Bronisław Olszewski (odc. 43)
- 2014: Lekarze jako Mirosław Budek (odc. 63)
- 2015: Pakt – jako Janusz Werenda, właściciel hotelu (odc. 2, 3, 6)
- 2015: Powiedz tak! jako Borowski, klient mecenasa Oskara Adamczyka (odc. 1)
- 2017: Ucho Prezesa jako Antoni, minister wojny (odc. 3, 9)
- 2017: Ultraviolet jako Krzysztof „Eliasz” Górski (odc. 4)
- 2018: Drogi wolności jako Florian Minc/Maciej Minc, brat Floriana (odc. 1, 3, 4)
- 2018: Ojciec Mateusz jako hipnotyzer „Władimir Popow” (odc. 250)
- 2018: 1983 jako Mikołaj Trojan, komendant główny SB, minister bezpieczeństwa narodowego
- 2021: Miłość do kwadratu jako szef koncernu
- 2021: Piękni i bezrobotni jako Wiśniewski
- 2021: Osaczony jako adwokat Sawicki
- 2024: Rojst Millenium jako Marian Hanys

### Reżyseria
- 2015: Terapia w sieci[3]

### Dubbing
- 2007: Skunks Fu jako Ptak
- 2008: Mia i Migunki
- 2012: Tajemnica góry Malakka – narrator
- 2018: Overwatch – Sigma
- 2021: Arcane – Silco

## Role teatralne

### Teatr
Zespół teatralny Janusza Wiśniewskiego
- 1991: Olśnienie Lwa Tołstoja, jako Mistrz, reż. Janusz Wiśniewski

PWST w Krakowie
- 1996: Płatonow Antona Czechowa, jako Płatonow, reż. Krystian Lupa

Teatr Rozmaitości
- 1996: Proces Franza Kafki, jako Józef K., reż. Henryk Baranowski
- 1997: Testament Psa Adriano Suassuna, jako Severino, reż. Piotr Cieplak
- 1997: Bzik Tropikalny Witkacego, jako Den, reż. Grzegorz Jarzyna
- 2001: Uroczystość Thomasa Vinterberga i Morgensa Rukov jako Lars, reż. Grzegorz Jarzyna

Teatr Wierszalin
- 2000: Ofiara Wilgefortis Olgi Tokarczuk, jako Magister Ludens, reż. Piotr Tomaszuk

Teatr Dramatyczny w Warszawie
- 2000: Zazum Dariusza Rzontkowskiego, reż. Łukasz Kos

Teatr Wybrzeże
- 2002: Wyznania Łgarza Philipa K. Dicka, jako Jack, reż. Łukasz Barczyk
- 2003: Ulica Gagarina Gregory’ego Burke’a, jako Eddie, reż. Feliks Falk
- 2004: H. według Hamleta Williama Szekspira, jako Rozenkranc, reż. Jan Klata
- 2005: From Poland with love Pawła Demirskiego, jako 1, reż. Michał Zadara

Teatr Polski w Bielsku-Białej
- 2003: Iwona, księżniczka Burgunda Witolda Gombrowicza, jako książę Filip, reż. Grzegorz Chrapkiewicz

Teatr STU
- 2005: GO-GO, czyli neurotyczna osobowość naszych czasów Jakuba Przebindowskiego, reż. Łukasz Kos

Stary Teatr im. Heleny Modrzejewskiej w Krakowie
- 2006: Trzy stygmanty Palmera Eldricha Philipa K. Dicka, jako Palmer Eldrich, reż. Jan Klata
- 2006: Przedtem-potem Rolanda Schimmelpfenniga jako mężczyzna ze spinkami, reż. Paweł Miśkiewicz

Teatr Powszechny w Warszawie
- 2006: Nadobnisie i koczkodany Witkacego jako sir Tomasz Blazo de Liza, reż. Łukasz Kos

Teatr Komedia w Warszawie
- 2009: Oto idzie panna młoda Raya Cooneya i Johna Chaomana jako Bill Shorter, reż. Grzegorz Chrapkiewicz
- 2013: Klatka wariatek Jerry’ego Hermana i Harveya Fiersteina jako Jacob, reż Grzegorz Chrapkiewicz

Nowy Teatr w Warszawie
- 2009: (A)polonia, reż. Krzysztof Warlikowski
- 2010: Koniec reż. Krzysztof Warlikowski
- 2011: Opowieści afrykańskie według Szekspira Williama Shakespeare, reż. Krzysztof Warlikowski
- 2013: Kabaret warszawski, reż. Krzysztof Warlikowski
- 2015: Francuzi Marcela Prousta, jako Gilbert de Guermantes oraz Gustaw Verdurin, reż. Krzysztof Warlikowski

Teatr WARSawy
- 2014: Wenus w futrze Davida Ivesa, reż. Agnieszka Lipiec-Wróblewska

Och-Teatr
- 2014: Upadłe Anioły Noela Cowarda jako Willy Banbury, reż. Krystyna Janda[4]

### Teatr Telewizji
- 1993: Balladyna Juliusza Słowackiego jako Kirkor, reż. Janusz Wiśniewski
- 1995: Sezon na dziewczęta Lecha Borskiego jako Lolek, reż. Filip Zylber
- 1998: Nowe szaty cesarza Andrzeja Domialika jako Alibn, reż. Andrzej Domalik
- 1998: Duże i Małe Botho Straussa jako Górnik, reż. Piotr Łazarkiewicz
- 1999: Historia Witolda Gombrowicza jako Mauersberger. reż. Horst Leszczuk (Grzegorz Jarzyna)
- 1999: Bzik tropikalny Witkacego jako Den, reż. Grzegorz Horst d’ Albertis (Grzegorz Jarzyna)
- 2003: Fantom Ingmara Villqista jako On, reż. Łukasz Barczyk
- 2003: Hamlet Williama Szekspira jako Rozenkranc, reż. Łukasz Barczyk
- 2003: Hamlet Williama Szekspira jako Rozenkranc, reż. Jan Klata / realizacja Kasia Adamik
- 2011: Powidoki Macieja Wojtyszko i Adama Wojtyszko jako policjant, reż. Maciej Wojtyszko[4]

## Reklama
Zagrał w serii reklam społecznych dotyczących cyfryzacji telewizji naziemnej: W starym kinie, Smok analog, Adam Słodowy i Karramba! Kto jest prawdziwym ojcem Pablita?. Filmy są parodią klasycznych i kultowych programów telewizyjnych z lat 60.–80. XX stulecia.